# Them Heavy People
Pour un article plus général, voir Discographie et vidéographie de Kate Bush.
Singles de Kate Bush
The Man with the Child in His Eyes
(1978) Hammer Horror
(1979)
Them Heavy People est une chanson écrite et enregistrée par Kate Bush, extraite de son premier album The Kick Inside ; elle fut vendue en single uniquement au Japon sous le titre Rolling the Ball.

## Source
- (en) Cet article est partiellement ou en totalité issu de l’article de Wikipédia en anglais intitulé « Them Heavy People » (voir la liste des auteurs).